# 요제프 2세
요제프 2세(독일어: Joseph II, 1741년 3월 13일 ~ 1790년 2월 20일)는 로마왕(1764년 ~ 1765년)이었으며, 그의 아버지인 프란츠 1세가 죽은 뒤에는 신성 로마 제국의 황제(재위: 1765년 ~ 1790년)가 되었다. 재위 초기(1765년 ~ 1780년)에는 모후 마리아 테레지아와 함께 제국을 공동 통치하였고, 모후가 죽은 뒤에야 단독으로 제국을 통치할 수 있었다. 보헤미아의 국왕 요세프 2세(체코어: Josef II.), 헝가리와 크로아티아의 국왕 요제프 2세(헝가리어: II. József, 슬로바키아어: Jozef II. 요제프 2세, 크로아티아어: Josip II. 요시프 2세)에 해당한다.
요제프 2세는 프란츠 1세와 마리아 테레지아 사이에서 태어난 맏아들이다. 요제프는 뛰어난 기억력과 호전적이고 냉소적인 성격을 가지고 있었다. 요제프는 결혼을 통해 딸 한 명만을 얻었으나, 그 딸은 요제프보다 먼저 죽었기 때문에 요제프의 후계자는 동생 레오폴드가 되었다.
군주로써 요제프는 계몽전제군주적 성향을 띠었으며, 생전에 많은 개혁을 추진했다. 요제프가 이룩한 관료 체제는 오스트리아에서 미치지 않는 곳이 없었다. 요제프의 계몽절대주의는 관료화와 반교황주의적인 가톨릭주의가 결합되었는데, 이를 요제프주의라 한다. 요제프주의는 19세기까지 발전했다. 그는 농노제를 폐지하고 '종교적 관용에 대한 칙령(Patent of Toleration)'을 통해 법 앞에서 모든 종교가 평등하다는 원칙을 수립했다. 또 언론의 자유를 보장하는 한편 가톨릭교회 예수회를 해산시켰다. 이같은 개혁조치때문에 로마 가톨릭 교황과 갈등을 빚었다.

## 생애

### 어린 시절

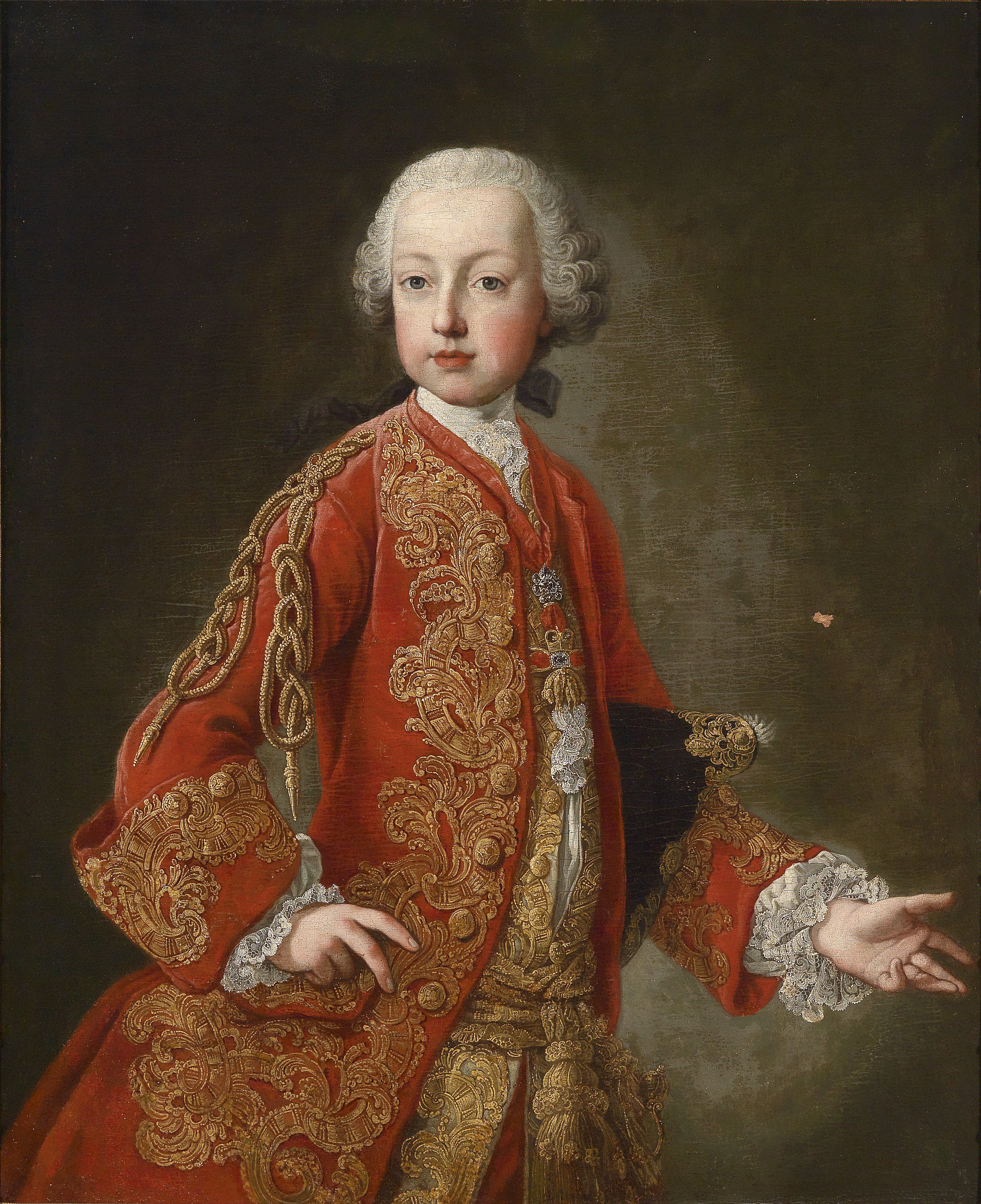
어린 시절의 요제프 2세

요제프 2세는 오스트리아 왕위 계승 전쟁의 초기인 1741년 3월 13일에 태어났다. 당시 마리아 테레지아는 적들에게 둘러싸여 있었다. 이 시기는 그녀의 생애에서 가장 힘든 시기였다. 그런 그녀에게 요제프는 위태롭기만 한 국가의 서광이고 희망이었다. 그녀는 헝가리로 달려가서 갓 태어난 요제프를 안고 눈물로 구원을 호소했다.
요제프 2세의 교육 방침은 마리아 테레지아가 직접 세웠다. 요제프는 재능이 있었던 덕분에 마리아 테레지아의 제왕 교육을 능히 소화하였으나, 고집이 남달리 센 탓에 불친절하고 거만했다. 그의 일반 교육은 예수회원들에게 받았다. 광범위한 교양 수업 역시 그는 무난히 소화해냈는데, 특히 체육과 음악 분야에 관심을 보였다고 전해진다.
요제프는 어린 시절 장남감 병사나 말을 들고 전쟁 놀이하는 것을 좋아했다. 이는 후에 그가 프로이센의 프리드리히 대왕에게 심취하고 극히 호전적인 군주가 되는 전조로 보인다. 또, 요제프는 계몽주의자들의 저서에 심취해있었다. 이에 부황과 모후는 요제프에게 신앙심을 불어넣기 위해 힘썼으나, 오히려 반가톨릭 성향을 굳게 만든 것으로 보인다.
성년이 된 요제프는 어린 시절보다는 부드럽고 절제하는 태도를 보였다. 그러나 그의 자만심, 냉소성 등은 후일 두 번째 아내나 어머니와의 관계에서 냉담함과 저항심으로 폭발했다.

### 가족들과의 관계
요제프는 2번의 결혼을 하였으나, 이 관계들은 모두 비극적으로 끝이 났다. 그의 첫 번째 아내는 루이 15세의 외손녀인 파르마 공국의 마리아 이사벨라이고, 두 번째 아내는 바이에른의 마리아 요제파이다.

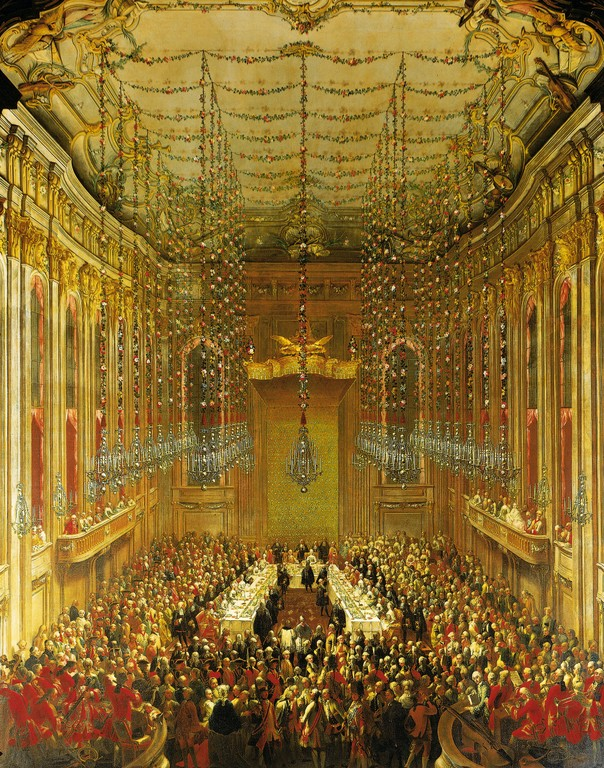
요제프 2세와 마리아 이사벨라의 결혼식

본래 마리아 테레지아는 요제프를 나폴리 왕국의 마리아 루도비카 공주와 결혼시키려 하였으나, 협상은 결렬되었다. 그 다음으로 등장한 신붓감이 마리아 이사벨라였다. 요제프는 마리아 이사벨라의 초상화를 보고 반하여 이사벨라와 결혼할 것을 고집했다. 마리아 테레지아는 부르봉 왕조와의 교분을 깊게 하기 위해 이 결혼에 찬성했다. 1760년 9월 7일에 대리 약혼이 이뤄졌고, 10월 6일 결혼식이 거행되었다.
그러나 이사벨라는 깊은 우울증과 죽음에 대한 두려움과 동경으로 황제의 가문에 적응하지 못했다. 이사벨라는 요제프의 사랑을 받아들이지 못 했다. 결혼한지 1년 반 가량이 지난 1762년, 두 사람의 사이에서 딸이 태어났다. 이 아기는 할머니의 이름을 따라 마리아 테레지아라는 이름으로 영세를 받았다. 그로부터 1년 반이 지난 1763년, 두 사람의 사이에서 새로 아이를 가졌으나, 아기는 태어난지 몇 분 후에 죽었고, 이사벨라 역시 출산 직전에 걸린 천연두 때문에 병상에 누웠다. 요제프가 밤낮없이 이사벨라를 간호했으나, 이사벨라 역시 7일 후에 죽고 말았다.(1763년 11월 27일)
이사벨라의 죽음 이후 카우니츠 재상의 건의에 따라 요제프는 1765년 1월 23일 바이에른 공국의 마리아 요제파와 결혼했다. 그러나 요제프는 죽은 첫 아내를 잊지 못하고 이사벨라의 아버지에게 요제파가 “키가 작고 뚱뚱하며 얼굴에는 붉은 점이 있고 썩은 이빨에 매력도 전혀 없”다며, 자신을 “불쌍히 생각해 주십시오.”라는 내용의 편지를 썼다. 요제파는 빈 궁정에서 사랑을 받지 못했고, 요제프는 그녀에게 모욕까지 주었다. 결국 요제파는 1767년에 천연두에 걸려 죽었다. 요제프는 요제파의 병상에도, 장례식에도 참석하지 않았다. 두 사람 사이에는 아이도 없었다.
요제프의 딸 마리아 테레지아는 할머니인 마리아 테레지아의 첫 번째 손주였다. 그러나 마리아 테레지아 역시 1770년에 채 8살이 되지 않아 죽었다. 이는 요제프에게 큰 충격으로 다가왔다. 요제프는 이후 누구에게도 마음을 주지 못 하고 정치에만 몰두했다.
소년기의 요제프 2세는 형제들에게 경멸하는 언동을 서슴지 않았다. 이후에도 요제프는 형제들에게 냉소하며 야유했기 때문에 요제프는 형제들과의 사이는 복구되지 않았다.

## 통치

### 로마 왕 즉위
요제프는 1764년에 신성 로마 제국의 로마 왕으로 즉위했다. 1764년 3월, 신성 로마 제국의 선제후들은 요제프의 로마 왕 즉위에 만장일치로 찬성표를 던졌다. 관례에 따라 요제프는 프랑크푸르트에서 대관식을 치루었다. 이리하여 요제프는 신성 로마 제국의 차지 황제 취임 예정자가 되었다.

### 요제프 황제
처음에는 어머니 마리아 테레지아와 공동 통치하였고, 1780년 그녀의 사후 여러 개혁을 단행했다. 즉 관용령(寬容令)으로 가톨릭을 누르고, 예민령(隸民令)·형벌령(刑罰令)·폐지령(廢止令) 등을 발표하고, 세제(稅制)개혁(1789)을 단행하여 영주의 세력을 누르고 중앙집권화를 꾀하였다. 그러나 1785년에는 네덜란드, 헝가리에서 반란이 일어나고, 교회정책은 성직자들로부터 반항을 받았으며, 외교면에서도 1785년 러시아와 결탁하여 바이에른 침입을 획책하였다가 제후(諸侯) 동맹의 반대로 좌절되었고, 1788년 투르크 전쟁에서도 패하는 등 실패가 많았다. 그의 개혁을 일관하는 내정면의 진보성은 ‘요제프주의’로서 19세기로 계승되었다.

### 교회 개혁과 예수회 해산
요제프 2세는 교회를 개혁하려 하였다. 1773년 가톨릭교회 예수회를 해산시켰는데 이 개혁은 종래까지 예수회에 소속되어 있던 김나지움이나 대학들과 같은 교육기관의 교회로부터의 해방을 의미하는 혁명적인 조치였다. 요제프 2세는 또한 국가 행정에 참여하고 있던 가톨릭 성직자들을 물러나게 하고 대신 전문 관료들로 충당함으로써 교회의 정치에 대한 참여를 배제하였으며, 교회 자체도 국가 행정 개혁의 대상으로 삼아 부속 재산들을 국유화하거나 국가 복지 시설이나 자선 단체에 귀속시켰다. 그리고 1781년에 〈종교적 관용에 대한 칙령〉(Patent of Toleration)을 발표하여 체코 땅에서 개신교인들의 종교의 자유를 보장하였다. 이로써 빌라 호라 전투 이후 실로 160년만에 루터교와 칼뱅교와 같은 개신교가 합법적인 종교로 인정받게 되었고, 동방정교회와 유대교도 종교의 자유를 획득하게 되었다.

## 가족관계
- 부왕 : 프란츠 1세
- 모후 : 마리아 테레지아
  - 누나 : 마리아 엘리자베트
  - 누나 : 마리아 안나
  - 누나 : 마리아 카롤리나
  - 여동생 : 마리아 크리스티나
  - 여동생 : 마리아 엘리자베트
  - 남동생 : 카를 요제프
  - 여동생 : 파르마 공작 부인 마리아 아말리아
  - 남동생 : 레오폴트 2세
  - 여동생 : 마리아 카롤리나
  - 여동생 : 마리아 요한나 가브리엘레
  - 여동생 : 마리아 요제파
  - 여동생 : 마리아 카롤리나
  - 여동생 : 마리 앙투아네트
  - 남동생 : 페르디난트
  - 여동생 : 마리 앙투아네트
  - 남동생 : 막시밀리안 프란츠
- 첫 번째 아내 : 파르마의 이자벨라
  - 마리아 테레지아(1762~1770)
  - 마리아 크리스티네(1763)
- 두 번째 아내 : 바이에른의 마리아 요제파

## 기타
두 번째 아내 바이에른의 마리아 요제파는 그의 먼 인척이자 모후 마리아 테레지아의 경쟁자이기도 한 카를 7세의 딸이었다.
예술에 많은 관심을 보였으며, 볼프강 아마데우스 모차르트와 안토니오 살리에리 등의 여러 작곡가를 후원하였다.

## 같이 보기
- 요제프주의
- 계몽주의
- 마리아 테레지아
- 마리 앙투아네트

## 참고 자료
- 이 문서에는 다음커뮤니케이션(현 카카오)에서 GFDL 또는 CC-SA 라이선스로 배포한 글로벌 세계대백과사전의 내용을 기초로 작성된 글이 포함되어 있습니다.

| 전임 프란츠 1세 | 신성로마황제 1765년 8월 18일~1790년 2월 20일 | 후임 레오폴트 2세 |

| 전임 마리아 테레지아 & 프란츠 1세 | 오스트리아 대공 1765년 8월 18일~1790년 2월 20일 | 후임 레오폴트 2세 |

| 전임 마리아 테레지아 | 갈리치아와 로도메리아의 왕 1765년 8월 18일~1790년 2월 20일 | 후임 레오폴트 2세 |

| 전임 프란츠 1세 | 독일 테셴 공작 1765년 8월 18일~1766년 | 후임 테셴 여공 마리아 크리스티나 & 테셴 공작 알베르트 |

| 전임 마리어 2세 테레지어 | 헝가리 국왕 크로아티아 국왕 보헤미아 국왕 1780년 11월 29일~1790년 2월 20일 | 후임 레오폴트 2세 |